# The Escape Club
The Escape Club war eine britische Rockband aus London, die von 1983 bis 1992 bestand. Die Band wurde gegründet von dem Sänger Trevor Steel und dem Gitarristen John Holliday von den Mad Shadows, verstärkt von Milan Zekavica, dem Schlagzeuger der Espressos und dem Bassisten Johnnie Christo.

## Karriere
Nach der Veröffentlichung einer ersten Single machten sie sich vor allem als Liveband einen Namen, was zu einem Vertrag mit EMI und 1987 zu ihrem Debütalbum White Fields führte. Ihr nächstes Album Wild Wild West in tanzbarerem Stil wurde von EMI abgelehnt, so kamen sie 1988 bei Atlantic Records unter. Die gleichnamige Single erreichte den ersten Platz der amerikanischen Charts und das Album erreichte Goldstatus. Im Jahr 1991 folgte das rockigere Album Dollars & Sex. Danach brach die Band auseinander.

## Diskografie

### Studioalben
| Jahr | Titel           | Höchstplatzierung, Gesamtwochen, AuszeichnungChartsChartplatzierungen (Jahr, Titel, Platzierungen, Wochen, Auszeichnungen, Anmerkungen) | Anmerkungen                      |
| Jahr | Titel           | US | Anmerkungen                      |
| ---- | --------------- | --- | -------------------------------- |
| 1988 | Wild Wild West  | US27 Gold · (38 Wo.)US | Erstveröffentlichung: Juli 1988  |
| 1991 | Dollars and Sex | US145 (12 Wo.)US | Erstveröffentlichung: April 1991 |

Weitere Alben
- 1986: White Fields
- 2005: Cloud 10
- 2012: Celebrity

### Singles
| Jahr | Titel Album                          | Höchstplatzierung, Gesamtwochen, AuszeichnungChartsChartplatzierungen (Jahr, Titel, Album, Platzierungen, Wochen, Auszeichnungen, Anmerkungen) | Anmerkungen                         |
| Jahr | Titel Album                          | US | Anmerkungen                         |
| ---- | ------------------------------------ | --- | ----------------------------------- |
| 1988 | Wild, Wild West Wild Wild West       | US1 Gold · (27 Wo.)US | Erstveröffentlichung: Juli 1988     |
| 1988 | Shake for the Sheik Wild Wild West   | US28 (14 Wo.)US | Erstveröffentlichung: November 1988 |
| 1989 | Walking Through Walls Wild Wild West | US81 (6 Wo.)US | Erstveröffentlichung: März 1989     |
| 1991 | Call It Poison Dollars & Sex         | US44 (10 Wo.)US | Erstveröffentlichung: Februar 1991  |
| 1991 | I’ll Be There Dollars & Sex          | US8 Gold · (25 Wo.)US | Erstveröffentlichung: Mai 1991      |